# Three Rivers (Michigan)
Three Rivers is een plaats (city) in de Amerikaanse staat Michigan, en valt bestuurlijk gezien onder St. Joseph County.

## Demografie
Bij de volkstelling in 2000 werd het aantal inwoners vastgesteld op 7328.
In 2006 is het aantal inwoners door het United States Census Bureau geschat op 7286, een daling van 42 (-0.6%).

## Geografie
Volgens het United States Census Bureau beslaat de plaats een oppervlakte van
12,3 km², waarvan 11,7 km² land en 0,6 km² water.

## Plaatsen in de nabije omgeving
De onderstaande figuur toont nabijgelegen plaatsen in een straal van 20 km rond Three Rivers.